# Les Larmes de saint Pierre (Le Greco)
Pour les articles homonymes, voir Les Larmes de saint Pierre.
Les Larmes de saint Pierre (en espagnol : Las lágrimas de San Pedro) est un tableau peint par Le Greco entre 1580 et 1586, pendant sa première période tolédane.

## Description
L'apôtre repentant saint Pierre, abrité sous la roche d'une grotte, lève les yeux et demande pardon après avoir renié le Christ la nuit où celui-ci est conduit comme prisonnier devant le Sanhédrin.
Le lierre qui court sur le rocher a de nombreuses significations religieuses. Ses feuilles luxueuses poussent sur des tiges tendres qui symbolisent la modestie de Jésus-Christ dans son apparence humaine et sa riche essence divine. En tant que plante à feuilles persistantes, il est également un emblème de l'immortalité de l'âme après la mort.
Sur le côté gauche du tableau, on peut voir un paysage ouvert avec une scène se déroulant immédiatement après la résurrection du Christ. Deux petits personnages sont représentés devant un fond rocheux, entourés de la lumière froide de l'aube. Au premier plan, une femme se dirigeant vers la scène principale (Marie Madeleine) et, à l'arrière-plan, une figure en forme d'ange, debout sur un tombeau, vêtue de robes resplendissantes et enveloppée d'une lumière froide. L'image de l'ange suit la description des textes évangéliques,. La scène se déroule le matin de Pâques, lorsque Marie-Madeleine et les femmes pieuses qui ont accompagné Jésus lors de la crucifixion se rendent sur sa tombe pour finir d'embaumer le corps du Christ. L'ange est chargé d'annoncer la résurrection de Jésus. Assis sur le tombeau vide, il annonce aux saintes femmes que Jésus est ressuscité, conformément à sa promesse. L'image semble correspondre fidèlement à ce qui est cité dans l'Évangile selon Matthieu,.
Dans le tableau de la version du musée du Greco, Madeleine est représentée avec le flacon de parfum dans sa main gauche et ses cheveux détachés, symbolisant la femme pécheresse. Le parfum qu'elle transporte sera utilisé pour terminer l'embaumement de Jésus, qui n'avait pas été achevé en raison des préceptes religieux de la Pâque juive, qui ne le permettaient pas le vendredi après-midi.
Marie-Madeleine et saint Pierre représentent tous deux l'image du saint repentant, et c'est à travers ces images de dévotion populaire que les figures de l'un et de l'autre sont la clé de la représentation du repentir.
Le thème des larmes de saint Pierre a été utilisé par les théologiens et les moralistes de la Contre-Réforme comme un élément de rapprochement avec les fidèles, rapprochant les faiblesses du saint des mortels par le biais de la faute commise.

## Analyse

### Technique
Conformément à la convention italienne, Le Greco représente saint Pierre dans une tunique bleue et un manteau jaune.
Dans cette œuvre, Le Greco utilise son propre style maniériste, caractérisé par des coups de pinceau amples et vigoureux et l'utilisation de couleurs pures, lumineuses et vivantes. Les figures sont allongées, les mains et les visages dématérialisés et dramatisés par des contours noirs et de forts contrastes d'ombre et de lumière. Les paysages de l'arrière-plan deviennent de plus en plus irréels et extraordinairement vifs en couleurs. Un style qui est le résultat de l'influence de ses maîtres en Crète, à Venise et à Rome.
Il est également remarquable pour sa composition triangulaire, clairement influencée par le style byzantin, c'est-à-dire qu'« elle est conforme aux interdictions bibliques et à l'idée que les Grecs peignent des images au-dessus du nombril et non en dessous afin de ne pas susciter de vaines pensées ». Son petit format est typique des peintures de dévotion, destinées à une rencontre intime entre le fidèle et Dieu.

### Thématique
Cette œuvre reprend le schéma de la Marie-Madeleine pénitente : une grotte et un paysage occupé par un ange. Même la posture des deux personnages est similaire, tous deux levant leur regard vers le ciel et joignant leurs mains en signe de prière.
Les Larmes de saint Pierre est centré sur l'apôtre Pierre, qui fait preuve d'une grande spiritualité. Il se lamente sur son refus de connaître le Christ. Ses bras montrent une grande maîtrise, très proche de l'école vénitienne. L'utilisation de la perspective est identique à celle employée par d'autres artistes maniéristes, ce qui rend cette œuvre parfaite pour les objectifs de la Contre-Réforme.
Ce thème avait été traité auparavant, à différentes époques et en différents lieux, dans des fresques, des triptyques et des retables, mais il semble que ce soit Le Greco qui l'ait représenté pour la première fois sous la forme d'une peinture à l'huile sur toile indépendante (cette version du Bowes Museum mesure 108 × 89,6 cm). Harold Wethey accepte cinq œuvres comme étant du maître crétois, et douze autres variantes, qu'il considère comme ayant eu une intervention plus ou moins importante de son atelier. Selon lui, ce tableau est la première version que Le Greco a faite de ce sujet, et l'une des meilleures.

Variantes des Larmes de saint Pierre du Greco
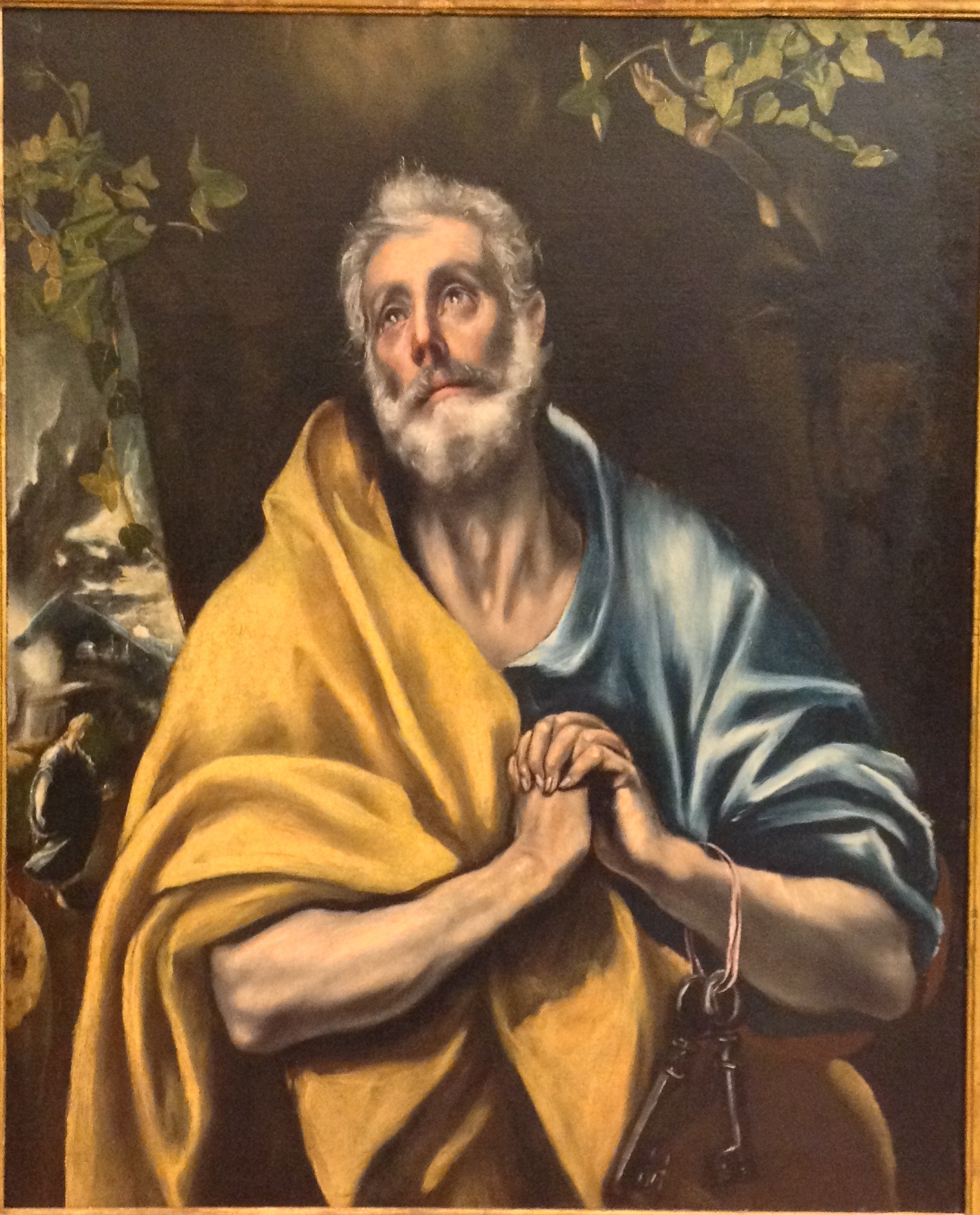
(1587), version du musée Soumaya (Mexico, Mexique)[10].
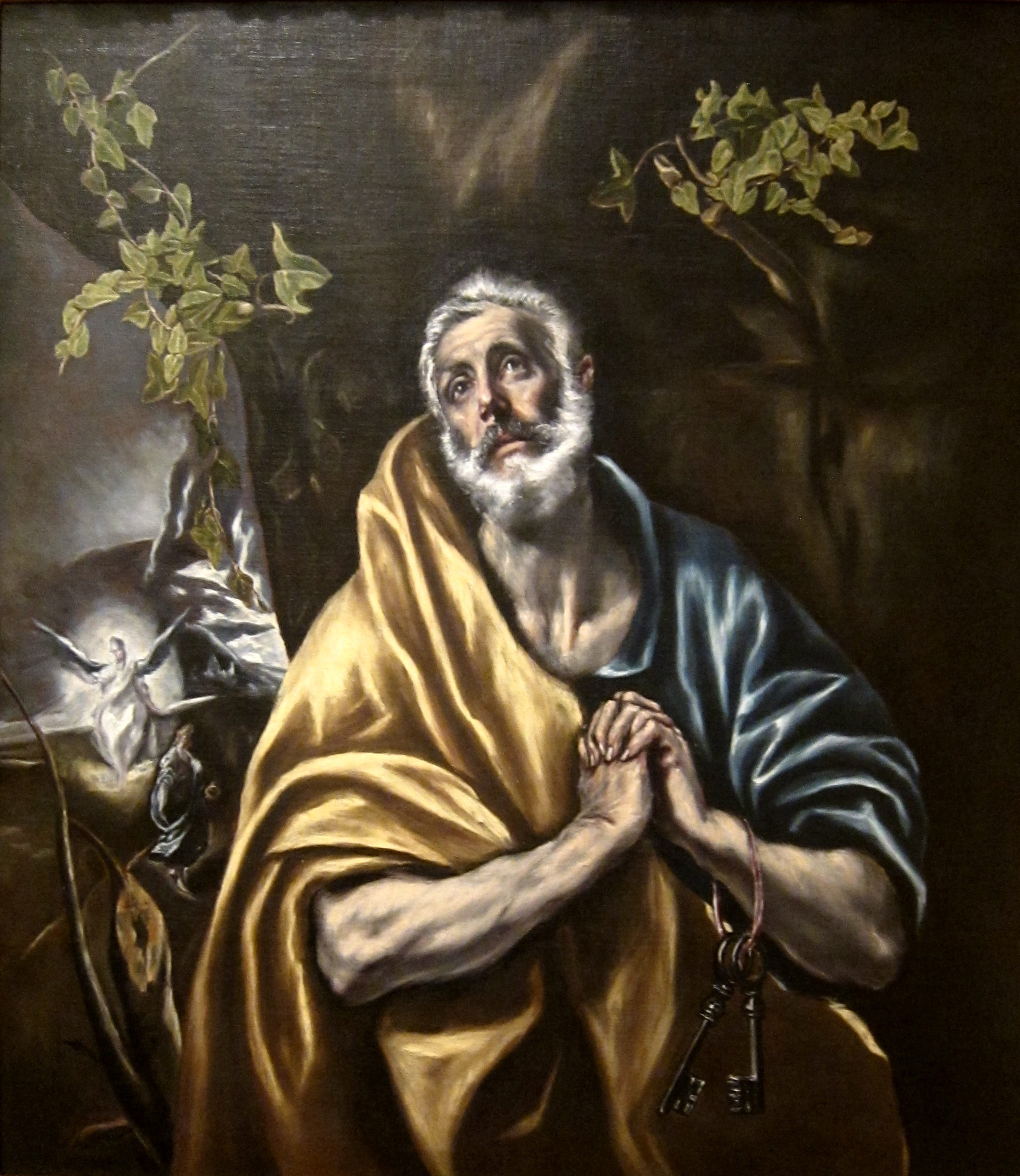
(vers 1585), version du musée d'Art de San Diego (San Diego, États-Unis)[11].
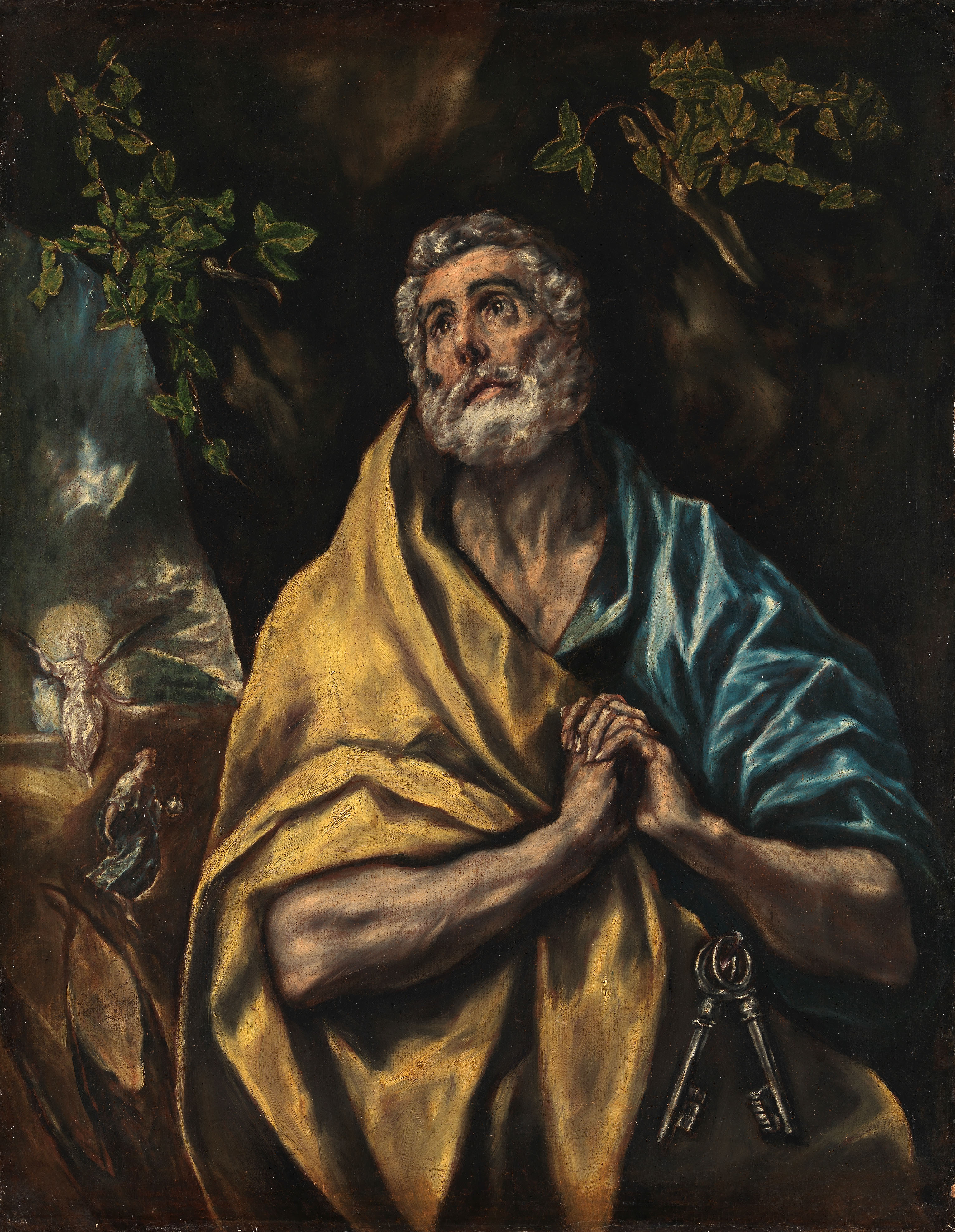
(vers 1590), version du musée national de l'Art, de l'Architecture et du Design (Oslo, Norvège)[10].
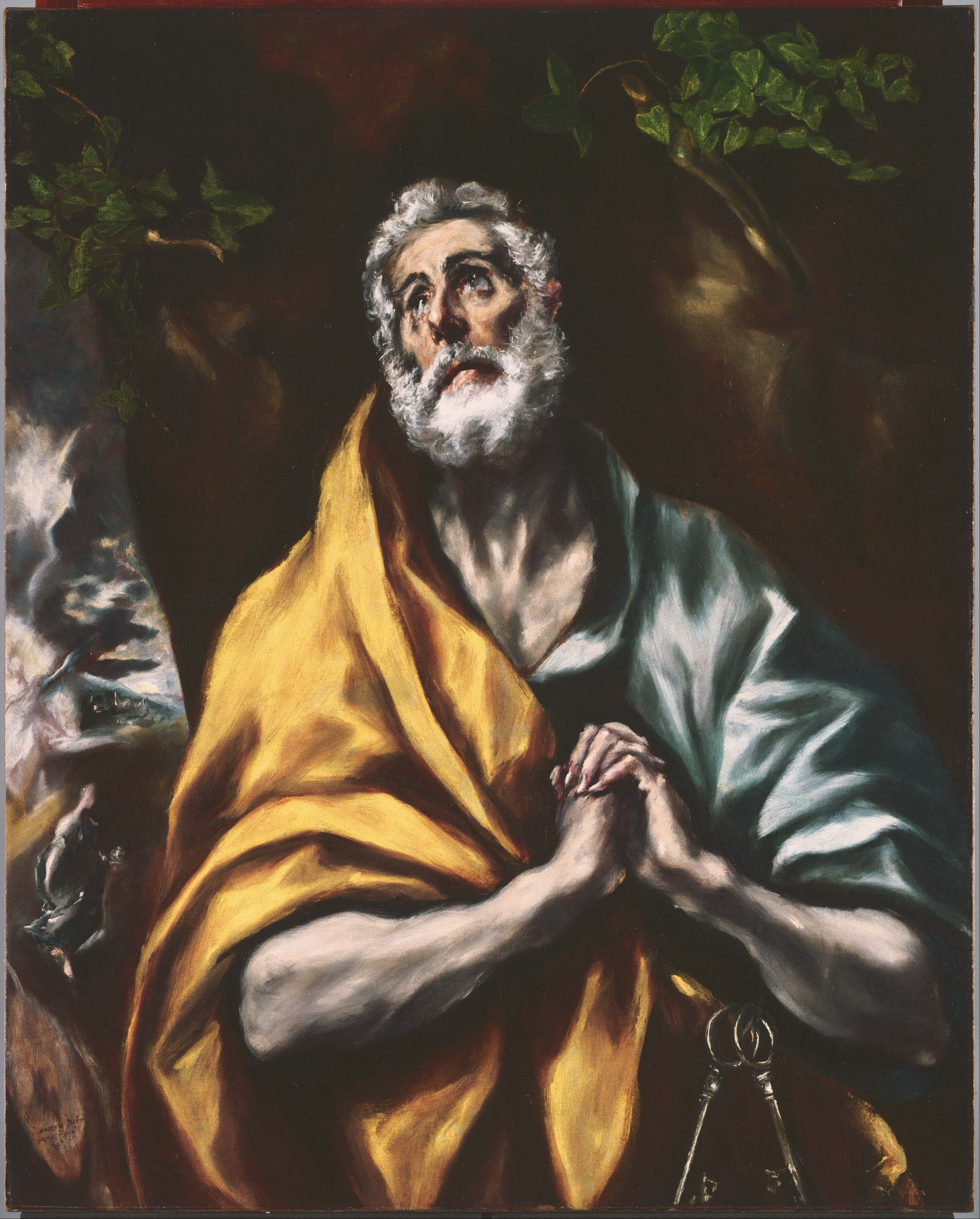
(années 1600), version de la Phillips Collection (Washington, États-Unis)[10].
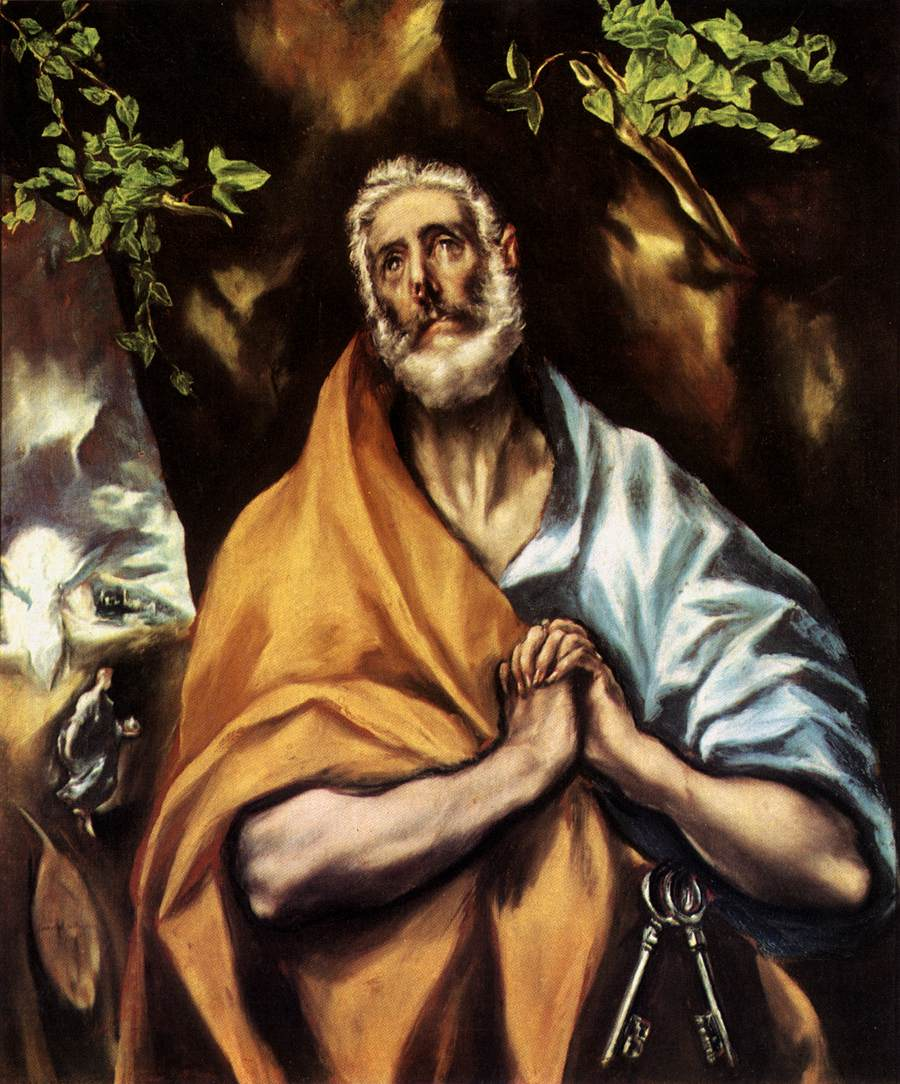
(vers 1605), version du musée Fondation Lerma (d) (Tolède, Espagne)[10].

Variantes des Larmes de saint Pierre de l'atelier du Greco
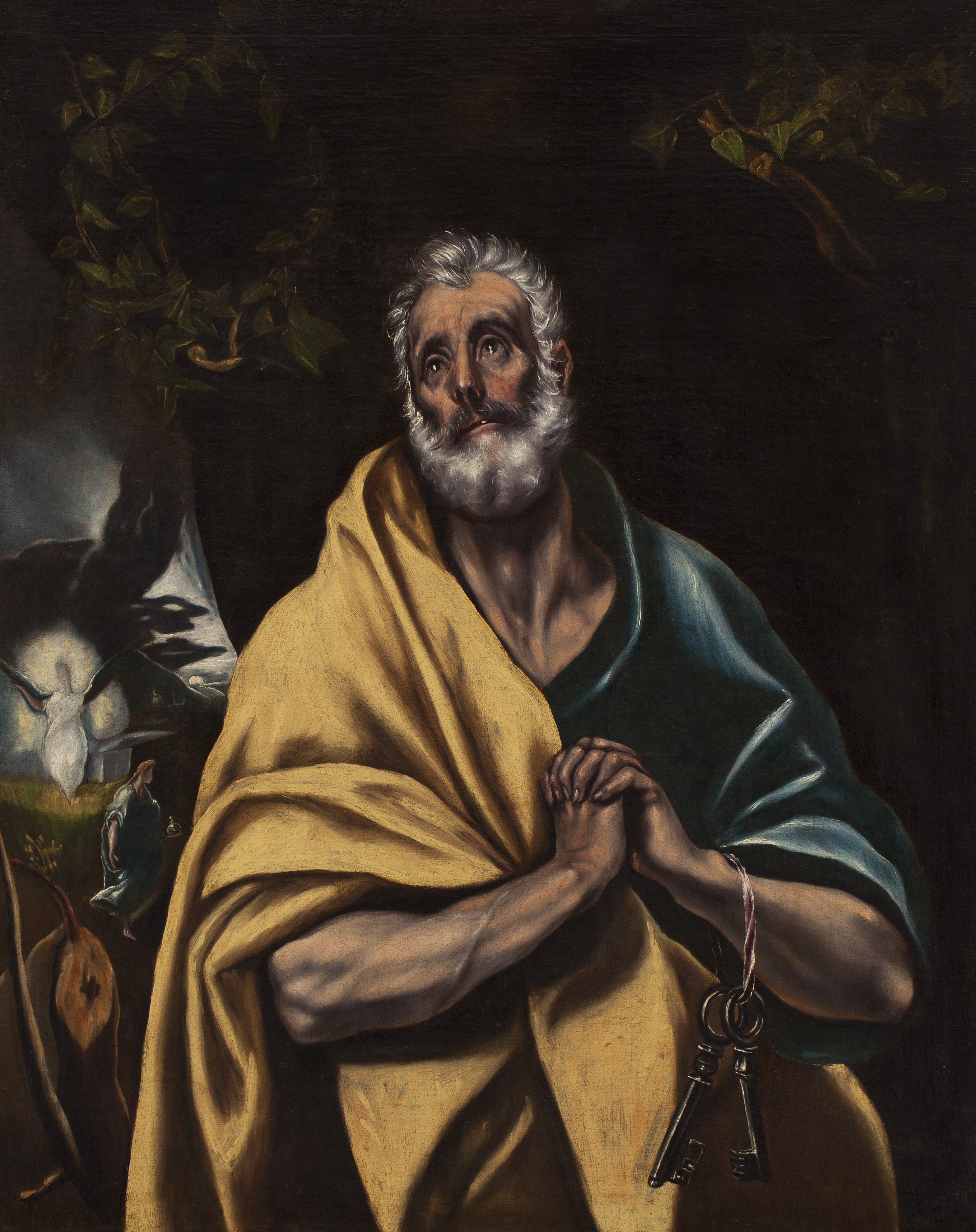
Atelier (vers 1595-1614), version du musée Cau Ferrat (Sitges, Espagne)[12].
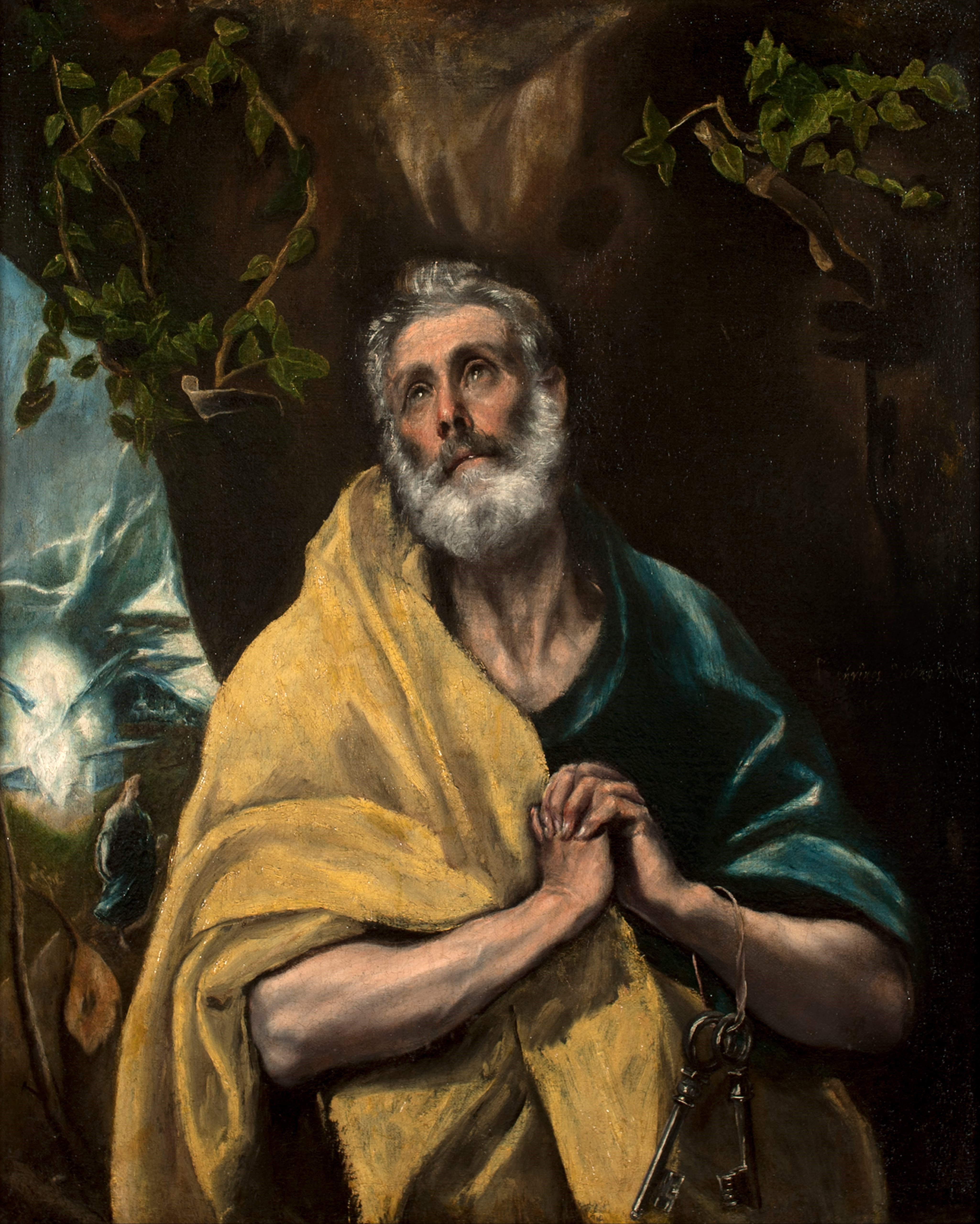
Atelier (vers 1587-1596), version du musée du Greco (Tolède, Espagne)[12].
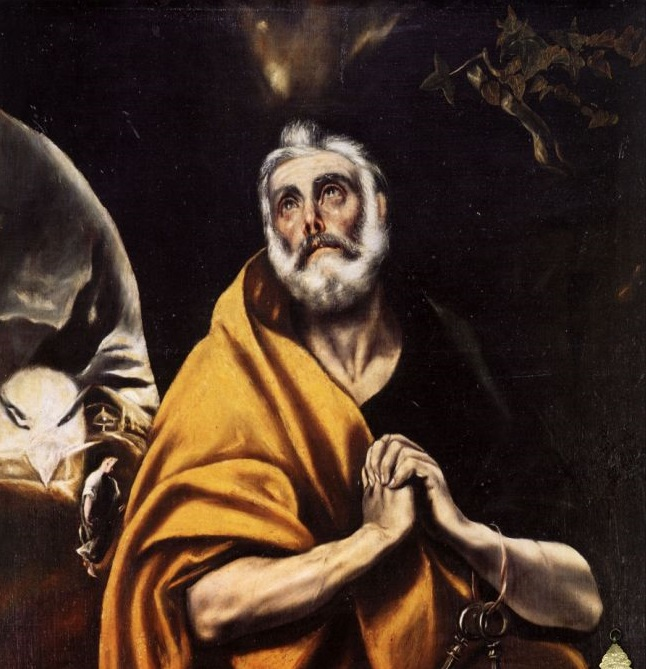
Atelier (1600), version de la cathédrale Sainte-Marie de Tolède (Tolède, Espagne)[12].